# Marisa Festerling
Marisa Festerling es una jinete estadounidense que compitió en la modalidad de doma. Ganó dos medallas en los Juegos Panamericanos de 2011, oro en la prueba por equipos y bronce en individual.

## Palmarés internacional
| Juegos Panamericanos | Juegos Panamericanos | Juegos Panamericanos | Juegos Panamericanos |
| Año                  | Lugar                | Medalla              | Categoría            |
| -------------------- | -------------------- | -------------------- | -------------------- |
| 2011                 | Guadalajara (México) | Medalla de oro       | Por equipos          |
| 2011                 | Guadalajara (México) | Medalla de bronce    | Individual           |